# Конфігураційний простір (фізика)
Конфігураційний простір (іноді також простір конфігурацій) — поняття в математичній фізиці, варіаційному численні та аналітичній механіці, абстрактний простір, що задає конфігурацію системи — сукупність значень її узагальнених координат. Наприклад, конфігураційним простором матеріальної точки в тривимірному евклідовому просторі є простір {\displaystyle \mathbb {R} ^{3}}. Для системи з {\displaystyle N} матеріальних точок конфігураційним простором буде {\displaystyle \mathbb {R} ^{3N}}. Конфігураційний простір системи {\displaystyle N} матеріальних точок, що рухаються на многовиді {\displaystyle M}, є {\displaystyle M^{N}}. За наявності між точками жорстких зв'язків розмірність конфігураційного простору зменшується.
У загальному випадку, конфігураційний простір системи є диференційованим многовидом. Розмірність конфігураційного простору дорівнює числу ступенів вільності системи. Задання точки в цьому просторі визначає положення системи у фіксований момент часу, але для того, щоб повністю визначити стан системи, необхідно задати також вектори узагальнених швидкостей, що лежать у просторі, дотичному до цього многовиду.